# Анн Голон

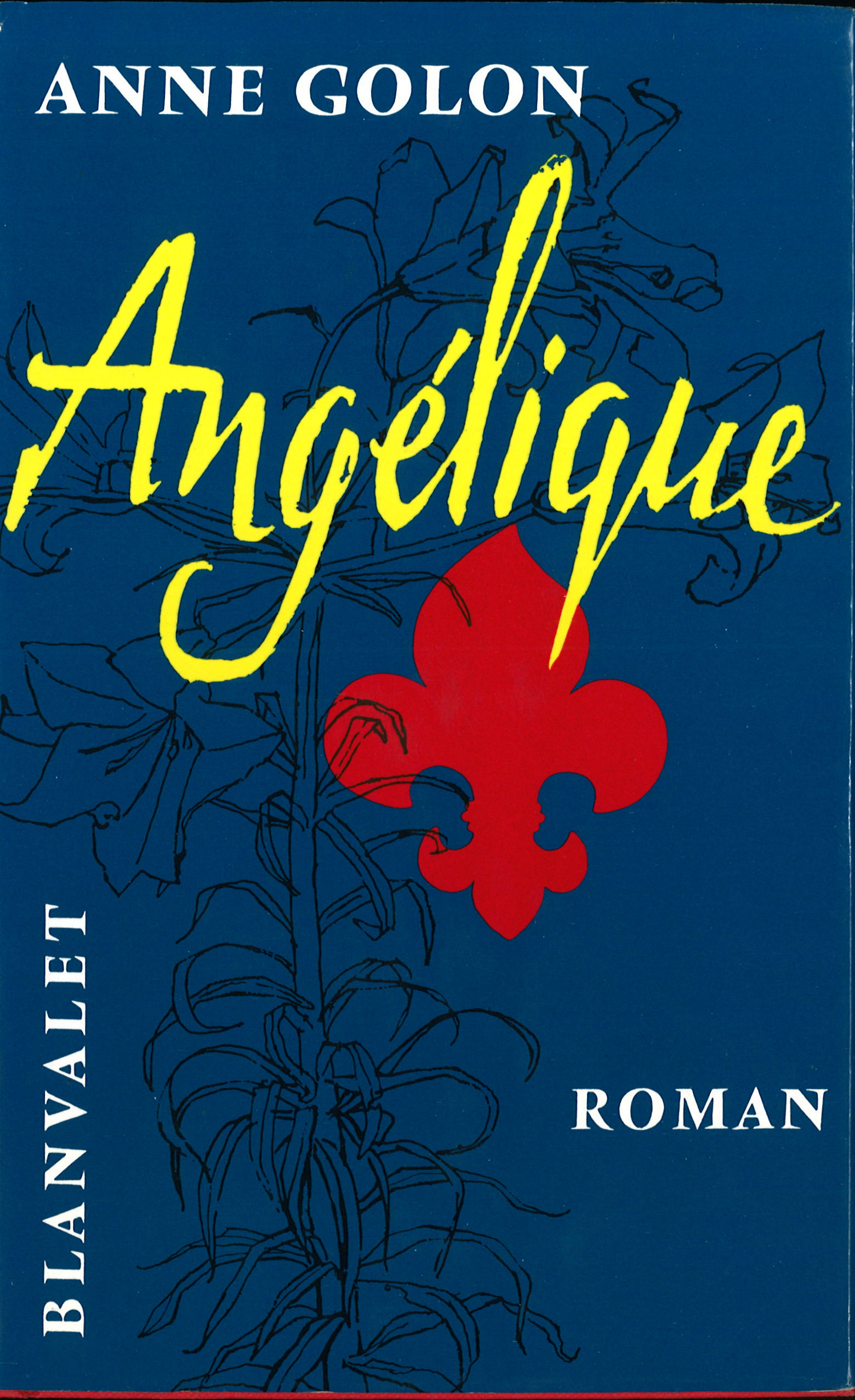
«Анжеліка». Видання 1956 року

Анн Голон (фр. Anne Golon, справжнє ім'я — Сімона Шанже / фр. Simone Changeux; * 17 грудня 1921, м. Тулон — 14 липня 2017, Версаль) — французька письменниця, авторка всесвітньо відомої серії історико-пригодницьких (у старій версії) та містико-фантастичних (у новій версії) мелодраматичних любовних романів про Анжеліку.

## Біографія
Народилася 17 грудня 1921 року в Тулоні в родині капітана французького флоту П'єра Шанже. Дівчинка рано проявила здібності до живопису і малювання. Коли їй виповнилося 18 років, вона написала свою першу книгу «Країна за моїми очима», опубліковану в 1944 році під псевдонімом Жоель Дантерн. Іменем Жоель її згодом називали в родині. Тоді ж вона почала працювати журналісткою.
Влітку 1940 року, коли Франція була окупована німецькими військами, сім'я жила в Версалі. Симона вирішила вирватися з окупованої зони і вирушити на південь, до іспанського кордону. У 1949 році молода письменниця отримала премію за свою нову книгу — «Патруль невинного святого». На отримані гроші вона вирішила поїхати в Африку, звідки збиралася посилати репортажі. Симона вирушила у Французьке Конго, де познайомилася з геологом Всеволодом Голубіновим, старшим за неї на 17 років російським емігрантом, що знав 11 мов, займався геологією та народився в Бухарі, виріс у Ісфагані у сім'ї, консула Російської імперії у Персії. Роман, що почався між ними, вилився в глибоке почуття, і незабаром вони одружилися. Життя в Конго, однак, ставала складніше; і подружжя повернулося до Франції, поселившись в Версалі. Однак Всеволод не міг знайти роботу. Вони спробували займатися спільною літературною працею і випустили книгу про диких тварин «Сердце диких звірів» (Le Cœur des Bêtes Sauvages).
Проте становище було важким. Крім того, Симона на той час народила першу дитину. І тоді вона вирішила написати історико-пригодницький роман. Симона і Всеволод три роки пропрацювали в бібліотеці Версаля, вивчаючи історичні матеріали, присвячені історії XVII століття. Робота розподілялася так: Симона вивчала матеріал, писала, будувала фабулу, становила план; а Всеволод дбав про історичну достовірність і консультував її. Так з'явилась найпопулярніша серія романів авторки, чи авторського тандему Анн та Сержа Голонів, про Анжеліку. Рукопис першого роману «Анжеліка» був досить об'ємним, тому видавництво вирішило його розділити на дві книги та значно скоротити(що в майбутньому й привело до судової тяганини між авторкою та видавничим домом). Перший роман «Анжеліка, маркіза янголів» був виданий у 1956 у Німеччині, з ім'ям Анн Голон на обкладинці, у наступному році книга побачила світ і у Франції з уже «канонічним» Анн та Серж Голон, видавці вважали, що чоловіче ім'я змусить читача та критиків серйозніше ставитись до роману. У 1958 році вийшла друга частина, під назвою «Шлях до Версалю». Успіх перших романів переконав Анн у необхідності далі подовжити серію, один за одним з під її пера виходять наступні чотири романи: «Анжеліка та король» (1959), «Неприборкана Анжеліка» (1960), «Бунтівна Анжеліка» та «Анжеліка та її кохання» (обидва 1961).
У 2004 році після 10-річного судового процесу зі своїм агентом («Ашетт Лівр» (фр. Hachette Livre), група Лагардер) їй вдалося повернути собі авторські права на серію книг про Анжеліку. Після цього Симона Шанже зайнялася перевиданням всіх томів серії в новій версії: це було пов'язано з тим, що авторські рукописи Анн Голон піддалися жорсткій редакції, з виключенням цілих абзаців і сторінок. На той час молоде покоління європейців стало проявляти особливий інтерес до книг про Анжеліку. Також почастішали продажі тих книг, які були екранізовані. Завершальний роман («Анжеліка і королівство Франція») передбачалося видати в 2012 році.
Померла 14 липня 2017 року Версалі, на 96-му році життя.

## Творчість
під псевдонімом Жоель Дантерн
- 1940 — «Земля поза моїми очима» («Au Pays de derrère mes yuex»)
- 1946 — Master Kouki
- 1949 — «Золотий камінець» («Le Caillou d'or»)
- 1949 — «Патруль біля фонтана Сан-Інносан» (La patrouille des Saints Innocents).
- 1949 — «Випадок з Лімбою» (La Caisse de Limba)
- 1951 — Alerte au Tchad

під іменем Лінда Бод
- 1961 — «Моя істина» («Ma Vérité»), книга про справу Жакуя (l'Affaire Jacquou)

разом с Сержем Голон
- 1953 — «Гіганти озера» (Les Géants du Lac) автором зазначений тільки Серж Голон
- 1962 — «Серце диких звірів» (Le Cœur des Bêtes Sauvages)
- Le Comte de Rochefort
- D'Artagnan
- Cartouche
- Raspoutine
- La Fayette
- La Duchesse de Chevreuse
- Savorgnan de Brazza

Романи про Анжеліку
- 1956 — Анжеліка / Маркіза янголів (Angélique / Marquise des Anges)
- 1958 — Шлях до Версалю (Angélique, le Chemin de Versailles)
- 1959 — Анжеліка та король (Angélique et le Roy)
- 1960 — Неприборкана Анжеліка (Indomptable Angélique)
- 1961 — Бунтівна Анжеліка (Angélique se révolte)
- 1961 — Анжеліка та її кохання (Angélique et son Amour)
- 1964 — Анжеліка у Новому Світі (Angélique et le Nouveau Monde)
- 1966 — Спокуса Анжеліки / Анжелика в Голдсборо (La Tentation d'Angelique)
- 1972 — Анжеліка і Демон / Дияволиця (Angelique et la Demone)
- 1976 — Анжеліка і змова тіней (Angélique et le Complot des Ombres)
- 1980 — Анжеліка у Квебеці (Angélique à Québec)
- 1984 — Дорога надії (Angélique, la Route de l'Espoir)
- 1985 — Тріумф / Перемога Анжелики (La Victoire d'Angélique)